# Fenylmagnesiumbromide
Fenylmagnesiumbromide (afgekort tot PMB, van het Engelse Phenylmagnesium Bromide) is een organometaalverbinding van magnesium met als brutoformule C6H5MgBr. De stof is erg brandgevaarlijk door zijn lage vlampunt (−45 °C). Het is een vaak gebruikt reagens dat commercieel verkrijgbaar is als oplossing in di-ethylether of THF. Fenylmagnesiumbromide is een Grignard-reagens en wordt vaak als het synthon Ph− toegepast.

## Synthese
Hoewel fenylmagnesiumbromide commercieel verkrijgbaar is, is laboratoriumsynthese een waardig alternatief. De reactie verloopt tussen broombenzeen en magnesium, dat meestal in de vorm van fijne metaalkrullen gebruikt wordt. Een kleine hoeveelheid di-jood wordt gebruikt om de reactie op gang te brengen.
Een oplosmiddel dat in staat is het Mg2+-complex te solvateren is noodzakelijk. Bovendien moet het oplosmiddel aprotisch zijn. Ethers zoals di-ethylether of tetrahydrofuraan voldoen hieraan. Protische oplosmiddelen als alcoholen en water reageren heftig met fenylmagnesiumbromide tot benzeen en magnesiumzouten. Carbonylhoudende oplosmiddelen als aceton of ethylacetaat kunnen ook niet, omdat het daarmee een Grignardreactie ondergaat.

## Structuur
Hoewel fenylmagnesiumbromide standaard wordt weergegeven als (C6H5)MgBr is de werkelijke structuur complexer. De verbinding vormt altijd adducten met twee oplosmiddelmoleculen (voorgesteld als OR2). Het magnesiumatoom wordt hiermee door vier liganden omringd en voldoet aan de octetregel. De afstand van zuurstof tot magnesium varieert tussen 201 en 206 pm; de bindingslengte tussen koolstof en het metaal bedraagt 220 pm; de afstand tussen het broomatoom en magnesium bedraagt 244 pm.

## Reactiviteit
Fenylmagnesiumbromide is zowel een sterk nucleofiel als een base. Zwakzure protonen worden erdoor onttrokken en moeten dus indien nodig beschermd worden. De standaardreactie voor fenylmagnesiumbromide is de nucleofiele additie aan carbonylverbindingen als ketonen, aldehyden, esters en amiden. Met koolstofdioxide ontstaat, na zuur afwerken, benzoëzuur. Addities aan carbonzuren zijn ook mogelijk, al moeten er dan twee equivalenten Grignard-reagens worden toegevoegd: een eerste equivalent deprotoneert het carbonzuur en een tweede equivalent reageert via een nucleofiele additie met het aldus ontstane carboxylaat.